# 長津站
長津站（韓語：장진역）是朝鮮民主主義人民共和國咸鏡南道长津郡的一個鐵路車站，属于长津线。

## 邻近车站
长津线
上坪站 - 長津站 - 泗水站